# Macaca fuscata
Il macaco giapponese, o macaco dalla faccia rossa (Macaca fuscata Blyth, 1875), è una scimmia della famiglia delle Cercopithecidae, diffusa nelle foreste delle montagne giapponesi.

## Descrizione

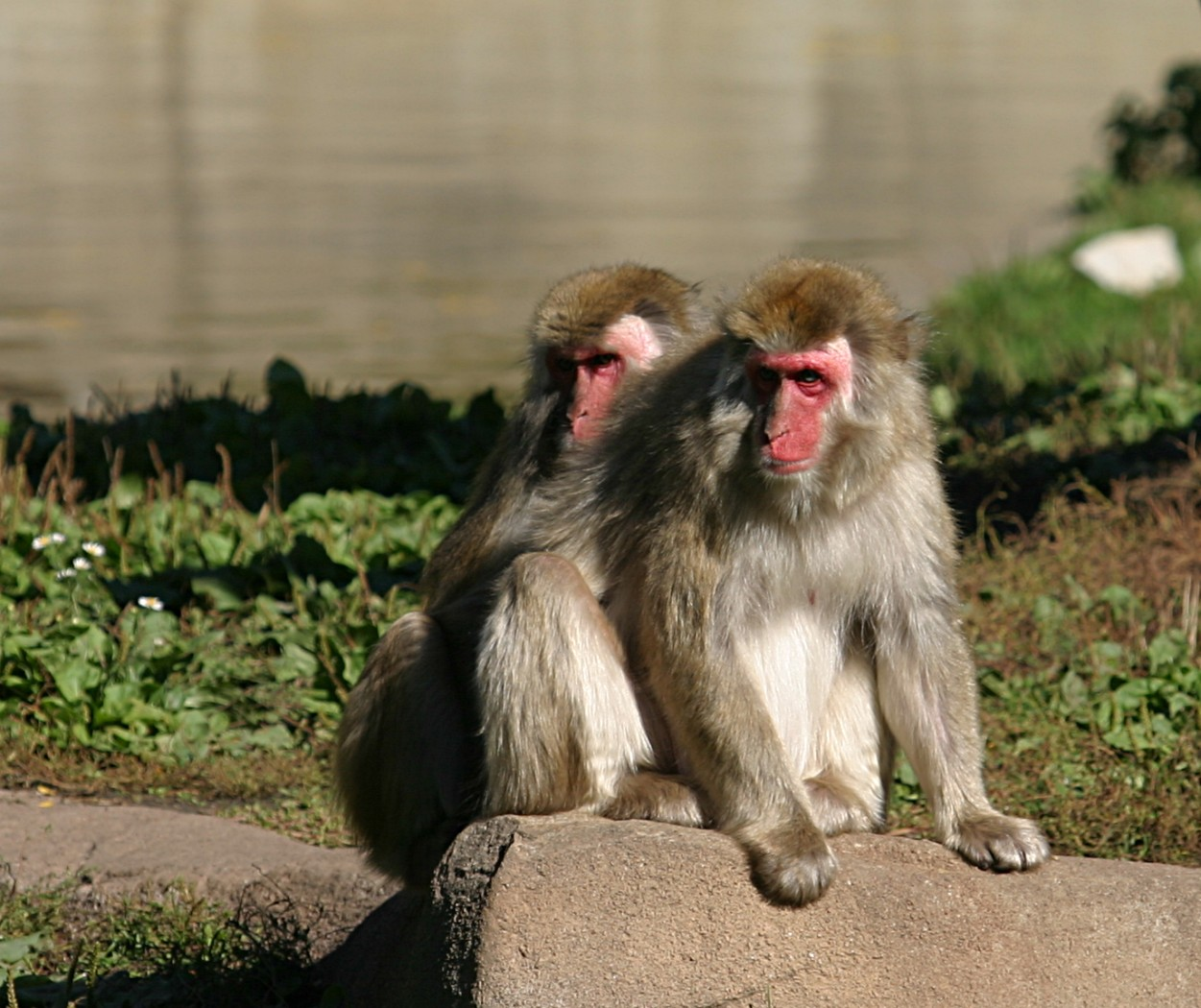
Una coppia di macachi giapponesi ai Giardini Zoologici della Contea di Milwaukee

Questo macaco ha la coda lunga 10 cm. Mentre i maschi pesano dai 10 ai 14 kg, le femmine sono molto più piccole, attestandosi sui 5,5 kg di media. Vivono soprattutto sulle montagne del Nord e per questo sono soprannominate "scimmie delle nevi". Sono degli ottimi nuotatori e per sopportare il freddo si immergono spesso nelle sorgenti di acqua calda tipiche del territorio giapponese.
In Giappone, la specie è conosciuta come Nihonzaru (Nihon 日本 "Giappone" + saru 猿 "scimmia") per distinguerla dagli altri primati. Il macaco giapponese è molto familiare in Giappone, quindi quando i giapponesi semplicemente dicono saru, intendono questa specie.

## Tassonomia
Se ne conoscono due sottospecie:
- Macaca fuscata fuscata
- Macaca fuscata yakui

## Distribuzione

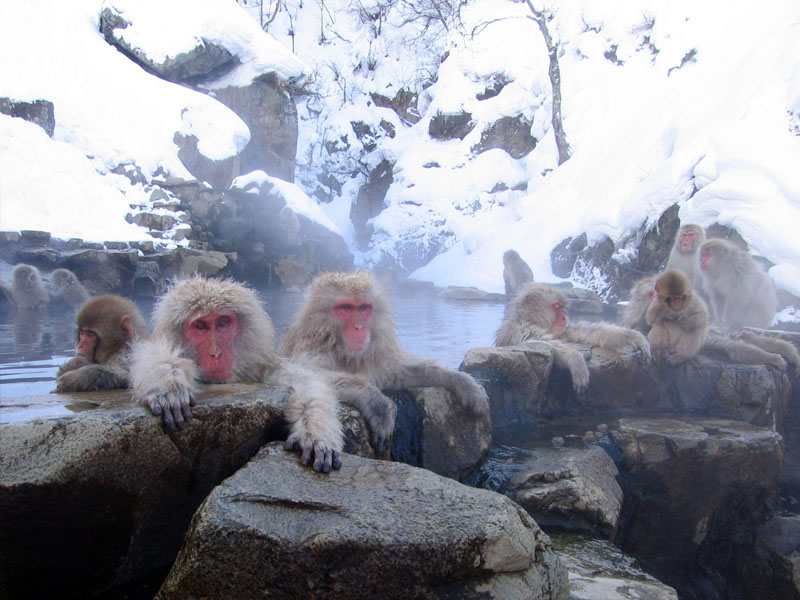
I macachi giapponesi delle sorgenti calde di Jigokudani a Nagano sono diventati famosi per le loro visite invernali alle terme.

Questo macaco è diffuso in tutto l'arcipelago nipponico, tranne in Hokkaidō. Le colonie sono di numero variabile, alcune sono costituite da pochi elementi altre da centinaia. Junichito Itani è uno degli studiosi di tale specie che più degli altri si è distinto.
Una colonia di macachi giapponesi è presente nell'Affenberg Park a Landskron, nei dintorni di Villaco in Carinzia.

## Biologia
La loro è una struttura gerarchica come osservò J. Itani, dove il rapporto femmine maschi è 3-1. Si racconta di come abbiano imparato per caso a lavare il cibo. La gestazione dura circa 173 giorni e le femmine partoriscono un solo esemplare che pesa sui 500 grammi. Vivono circa 30 anni.